# 935
Cette page concerne l'année 935  du calendrier julien. Pour l'année 935 av. J.-C., voir 935 av. J.-C.
L'année 935 est une année commune qui commence un jeudi.

## Événements

### Afrique
- Le chef berbère Sanhadja Ziri ibn Menad fonde sa capitale à Achir, au sud-est de la future ville d'Alger[1].
- Août : le gouverneur Turc Ikhshid, nommé par le calife Ar-Râdî pour combattre les raids des Fatimides, entre à Fostat[2]. Il mènera la révolte contre les Abbassides en Égypte et en Syrie et fondera la dynastie des Ikhchidides (fin en 946).

### Asie
- Le royaume de Silla en Corée est annexé au Goryeo[3].

### Europe
- Hiver : Håkon le Bon prend le trône de Norvège à son demi-frère Érik Bloodaxe. Baptisé en Angleterre, il tente vainement de convertir ses sujets au christianisme. Selon Snorri, il fait construire quelques églises, met en place des prêtres chrétiens. Au thing de Frosta, il demande sans succès à ses sujets de se convertir. Il refuse de remplir sa fonction de sacrificateur. Devant la pression, il doit céder et prendre sa place dans la cérémonie païenne. Par la suite, Håkon se serait retiré dans le district de Comté de Möre, déjà chrétien, puis meurt après divers combats des suites de ses blessures. Il sera enterré selon l’ancienne coutume[4].
- Printemps : le roi Raoul de Bourgogne reprend le castrum de Viriliacum à un parti d'Aquitains qui l'ont pris à son vassal Geoffroi de Nevers[5].
- 29 mars, Pâques : Séjour du roi Raoul à Laon. Une rixe éclate entre ses gens et ceux de l'évêque[5].
- Avril - mai : Raoul de Bourgogne rassemble les grands vassaux au plaid de Soissons ; il reçoit une ambassade d'Henri l’Oiseleur[5].
- 8 juin : entrevue entre les rois Raoul de Bourgogne, Henri Ier l’Oiseleur et Rodolphe II de Bourgogne sur le Chiers, aux confins de la Lorraine ; Herbert II de Vermandois fait sa soumission à Raoul qui lui rend plusieurs des domaines occupés par Hugues, et réconcilie les deux adversaires ; Boson se soumet à Henri qui lui rend ses domaines Lorrains[5].
- Été :
  - Raids magyars en Bourgogne ; Raoul intervient et ils passent en Italie à son avance, puis le roi  assiège Dijon[5].
  - Après le départ de Raoul, Hugues le Grand refuse de restituer Saint-Quentin au comte de Vermandois. Henri l’Oiseleur envoie plusieurs comtes lorrains et saxons pour négocier, mais ils assiègent et prennent la ville, dont la forteresse est rasée ; les alliés de Herbert s'apprêtent à prendre Laon, mais l'intervention de Raoul les en dissuade[5].
  - Les Magyars, dirigés par Szabolf, Bolund et Urcun, pillent l'Italie[6] et s'avancent jusqu'en Campanie ; les environs de Bénévent, de Capoue, de Nola sont ravagés, et l'abbaye du Mont-Cassin est pillée[7].
- 13 septembre : dans un diplôme délivré à Attigny, le roi Raoul déclare qu'il entend désormais se vouer à l'administration paisible de son royaume et qu'il compte maintenir ses sujets dans le devoir par la confiance et non par la force des armes. Boson, qui participe à l'expédition des Lorrains contre Saint-Quentin, rencontre son frère Raoul à  Attigny ; il meurt peu après. Raoul tombe malade dans l'automne, et meurt le 15 janvier 936[5].
- 28 septembre : Boleslav Ier accède au trône de Bohême après avoir assassiné son frère Venceslas (ou 929[8]).
- 12 décembre : Raoul de Bourgogne est à Auxerre où il confirme diverses concessions du comte Geoffroi de Nevers à son évêque Tedalgrinus[5].

- Nouvelle invasion des Normands de la Loire. Les habitants du Berry et de la Touraine parviennent à les arrêter[5].
- Concile de Fisme réunit par l'archevêque Artaud de Reims contre ceux qui pillent les biens ecclésiastiques ou qui s'en emparent[5].
- Henri Ier l’Oiseleur fait reconnaître son fils Othon comme roi[9].
- Gênes est pillée et détruite par les sarrasins d'Afrique (934-935)[10].
- Ambassade byzantine auprès du roi d'Italie Hugues d'Arles, afin de gagner son alliance contre les princes lombards[11]. Il reçoit un corps de 15 000 cavaliers et de riches présents.